# Leptostroma herbarum
Leptostroma herbarum är en svampart som först beskrevs av Elias Fries, och fick sitt nu gällande namn av Heinrich Friedrich Link 1833. Leptostroma herbarum ingår i släktet Leptostroma och familjen Rhytismataceae.   Inga underarter finns listade i Catalogue of Life.